# Медведь, Нора
Но́ра Ме́дведь (венг. Medvegy Nóra; род. 29 марта 1977, Татабанья) — венгерская шахматистка, гроссмейстер (2002) среди женщин и международный мастер (2005).
Чемпионка Венгрии (1995 и 1999). В составе сборной Венгрии участница двух Олимпиад (1996—1998) и 6-го командного чемпионата Европы (2005) в Гётеборге. 
Замужем за венгерским гроссмейстером Золтаном Дьимеши.

## Изменения рейтинга
| Графики недоступны из-за технических проблем. См. информацию на Фабрикаторе и на mediawiki.org. |